# Marxismo ortodosso

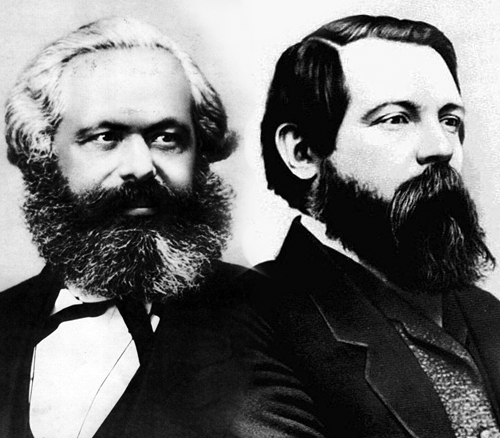
Karl Marx e Friedrich Engels, teorici del socialismo scientifico

Firma di Marx

Firma di Engels

Il marxismo ortodosso è stata una corrente di pensiero interna al Partito Socialdemocratico di Germania e alla II Internazionale, rilevante soprattutto nel periodo che durò dal 1890 fino agli inizi della prima guerra mondiale. Essa si orientava strettamente agli scritti di Marx ed Engels e, a differenza del riformismo, insisteva sulla necessità di uno sviluppo rivoluzionario del socialismo.
In seguito alla divisione del Partito Operaio Socialdemocratico Russo in menscevichi e bolscevichi avvenuta durante il II Congresso del Partito Operaio Socialdemocratico Russo dal 30 luglio al 23 agosto 1903 a Bruxelles, e alla costituzione attorno alla figura di Karl Kautsky del "centro marxista" interno al Partito Socialdemocratico di Germania, all'inizio del XX secolo il marxismo ortodosso si divise in un'ala rivoluzionaria e in una riformista. La prima si concentrò come marxismo rivoluzionario all'ulteriore evoluzione e alla realizzazione rivoluzionaria delle teorie marxiste. Una variante particolare del marxismo ortodosso è rappresentata dall'austromarxismo, con i suoi rispettivi rappresentanti come Otto Bauer e Rudolf Hilferding, che durante il periodo interbellico riuscirono ad impedire il costituirsi di una forte ala marxista rivoluzionaria all'interno del socialismo austriaco, oscillando tra la riforma sociale e la rivoluzione. I principali portavoce del marxismo ortodosso furono in un primo momento Karl Kautsky, August Bebel, Georgij Valentinovič Plechanov e Antonio Labriola.
Venivano inoltre chiamati "marxisti ortodossi", per differenziarli dai riformisti, anche i rivoluzionari come Lenin, Rosa Luxemburg e Lev Trockij. Di conseguenza anche il leninismo, il trotskismo, il marxismo-leninismo e altre correnti del socialismo vengono a volte chiamate dottrine marxiste ortodosse.

## Filosofia e teoria della scienza
I marxisti ortodossi considerano il socialismo scientifico come erede della classica filosofia tedesca nel senso del superamento e della sostituzione. Intendono così di ricollegarsi all'opera di Karl Marx e di Friedrich Engels. Engels, nel 1886, aveva scritto nella sua recensione titolata Ludwig Feuerbach e la fine della classica Filosofia tedesca, (Ludwig Feuerbach und der Ausgang der klassischen deutschen Philosophie): 
Poi venne 'la natura del cristianesimo' di Feuerbach. Con un solo colpo polverizzò la contraddizione, risollevando il materialismo sul trono senza ulteriori indugi. La natura esiste indipendentemente da ogni filosofia; è il fondamento su cui noi esseri umani, gli stessi prodotti della natura, siamo cresciuti; fuori della natura e dell'uomo non esiste nulla, e gli esseri superiori, creati dalla nostra immaginazione religiosa, sono solo il fantastico riflesso della nostra essenza. L'incantesimo era rotto; il 'sistema' è stato esploso e messo da parte, la contraddizione era, come fosse stata presente solo nella fantasia, dissolta.
Secondo Karl Korsch i marxisti ortodossi gettarono la filosofia in generale da parte, esattamente come a suo tempo lo aveva fatto Ludwig Feuerbach con la  filosofia hegeliana. Ogni idealismo è stato in questo senso respinto a favore di una concezione materialistica. La natura e la società si evolvono deterministicamente secondo le stesse leggi, e queste leggi sono in linea di principio accessibili alla ricerca scientifica. I marxisti ortodossi erano allo stesso tempo seguaci dell'Evoluzionismo di Charles Darwin. Pertanto, compresero il materialismo storico come un caso speciale del materialismo dialettico, come era stato sviluppato da Engels nel Anti-Dühring.

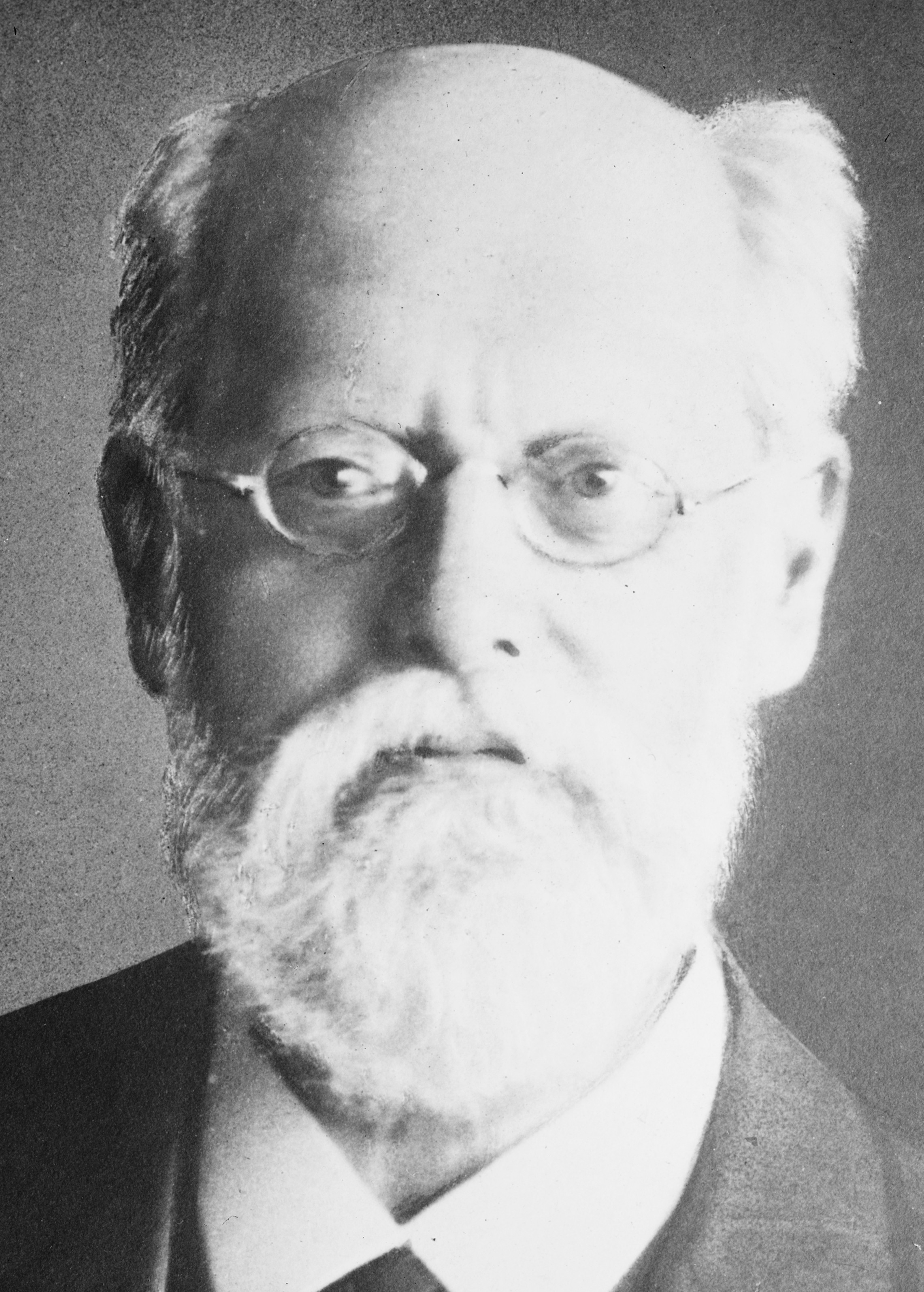
Karl Kautsky

## Orientamento politico
Mentre il portavoce del revisionismo Eduard Bernstein voleva realizzare la società socialista gradualmente, attraverso le riforme politiche all'interno del sistema parlamentare esistente, Karl Kautsky insisteva sull'inevitabilità della rivoluzione. La cui realizzazione tuttavia, si inseriva in un futuro forse lontano, quando una base di massa sufficiente sarebbe stata creata.

## Uso del termine
Già nel 1872 i loro avversari nella Prima Internazionale rimproveravano a Marx e ad Engels di propugnare un "dogmatismo ortodosso". Da allora, il concetto dell'ortodossia marxista è stato utilizzato ripetutamente con un'accezione ironica e critica, spesso da parte di altri socialisti. La stampa borghese ha assunto il termine. Infine, Kautsky procedette ad identificare la sua propria posizione politica, che era quella della maggioranza della SPD, come la "ortodossa", in cui era solito mettere la parola tra virgolette. Secondo Karl Korsch, sia i rappresentanti del centro socialdemocratico come Kautsky, sia gli  austro-marxisti come Otto Bauer, sia i rivoluzionari bolscevichi come Vladimir Il'ič Lenin venivano considerati, fino all'inizio della prima guerra mondiale, dei marxisti ortodossi che si distanziavano dal revisionismo.

## Fine
Dopo lo scoppio della prima guerra mondiale, molti partiti socialdemocratici inizialmente strinsero una "tregua" con i rispettivi governi nazionali e quindi, abbandonarono temporaneamente l'obiettivo di uno sviluppo rivoluzionario a favore degli interessi nazionali. Questo sviluppo fece disintegrare la Seconda Internazionale. Kautsky e Lenin erano in disaccordo sulla questione se fosse giunto il momento per una rivoluzione in Russia. L'ortodossia marxista si scheggiò in più fazioni avversarie e perse la sua influenza politica. In seguito alla Rivoluzione d'ottobre del 1917 ci fu in Russia un, così  autocaratterizzato, "restauro" marxista. Retrospettivamente i rappresentanti dell'ortodossia marxista venivano chiamati da Lenin,  Trockij e dall'Internazionale Comunista " centristi".

## Critica
In seguito alla prima critica  neomarxista all'ortodossia marxista, è stato rivalutato lo stato della critica sociale già implicitamente raggiunto da Georg Wilhelm Friedrich Hegel. Georg Lukács ha criticato la lettura storicistica dell'interpretazione ortodossa del marxismo fino ad allora attuata, e la ha sostituita con una interpretazione logica, in cui il proletariato diventa il soggetto della storia. Per Lukàcs, l'obiettivo di una nuova ortodossia propriamente intesa non è più una confutazione definitiva delle tendenze revisioniste e utopiche, ma piuttosto l'attenta mediazione tra i compiti correnti e la totalità del processo storico. Anche per Karl Korsch si pone il compito di una mediazione tra teoria e pratica. Egli tuttavia, diversamente da Lukàcs, rinuncia al ruolo rivoluzionario del proletariato. 

## Opere principali
- Karl Kautsky: 
  - Il Programma Socialista
  - Bernstein e il programma socialdemocratico, 1899[5]
  - Le dottrine economiche di Carlo Marx[6]
- Vladimir Il'ič Lenin: Tre fonti e tre parti integranti del marxismo., 1913[6]
- Rudolf Hilferding: Böhm-Bawerks Marx-Kritik, 1904[6]
- Rosa Luxemburg: Riforma sociale o rivoluzione?, 1899[5]